# Cachencho en la playa
Cachencho en la playa es un álbum de estudio del compositor chileno Luis Advis, lanzado en 1971 por el sello DICAP. En las voces colaboran Fernando Gallardo, Carmen Julia Sienna, Carlos Graves, Mónica Carrasco y Roberto Cabrera.
Este es de los pocos álbumes lanzados bajo la autoría de Advis, a pesar de ser el compositor y director musical de muchos álbumes reconocidos tales como la Cantata de Santa María de Iquique, interpretado por Quilapayún o Canto para una semilla, interpretado por Inti-Illimani e Isabel Parra.

## Lista de canciones
Toda la música compuesta por Luis Advis. 
| Cachencho en la playa |                                |          |  |
| N.º                   | Título                         | Duración |  |
| 1.                    | «Introducción musical»         |          |  |
| 2.                    | «Canción de Cachencho»         |          |  |
| 3.                    | «Quinteto del tren»            |          |  |
| 4.                    | «Vals de las gaviotas»         |          |  |
| 5.                    | «Paraparapam»                  |          |  |
| 6.                    | «Canción del perrito de aguas» |          |  |
| 7.                    | «El castillo de arena»         |          |  |
| 8.                    | «Canción del caracol»          |          |  |
| 9.                    | «Quinteto del cocaví»          |          |  |
| 10.                   | «Canción de los niños lejanos» |          |  |
| 11.                   | «Despedida»                    |          |  |